# Kevin Vermaerke
Kevin Vermaerke (Rancho Santa Margarita, Califórnia, 16 de outubro de 2000) é um ciclista profissional estado-unidense que compete com a equipa Team DSM.

## Trajetória
Começou a sua carreira em 2019 com o Hagens Berman Axeon e essa mesma temporada ganhou a Liège-Bastogne-Liège sub-23. Em agosto do ano seguinte uniu-se ao Team Sunweb como stagiaire e assinou um contrato por três anos com a mesma equipa a partir de 2021.

## Palmarés
- 2019
  - Liège-Bastogne-Liège sub-23

## Equipas
- Hagens Berman Axeon (2019-2020)
- Team Sunweb (stagiaire) (08.2020-12.2020)
- Team DSM (2021-)